# Élie de Saint-Yrieix
Élie de Saint-Yrieix (zm. 10 maja 1367) − francuski benedyktyn, biskup i kardynał.
Pochodził z Saint-Yrieix w diecezji Limoges. Uzyskał tytuł doktora dekretałów i wstąpił do zakonu benedyktynów. W czerwcu 1335 został wybrany opatem klasztoru Saint-Florent w Saumer w diecezji Angers, którym kierował przez dziewięć lat. 5 września 1344 został wybrany biskupem Uzès. Uczestniczył w synodzie biskupim w Béziers w 1351.
23 grudnia 1356 papież Innocenty VI mianował go kardynałem prezbiterem S. Stephani in Coelio Monte, zwalniając go jednocześnie z funkcji biskupa Uzès. Uczestniczył w konklawe 1362. W 1363 został promowany do rangi kardynała biskupa Ostia e Velletri. Zmarł w Awinionie i został pochowany w miejscowym klasztorze franciszkanów.